# Aeropuerto de Sandspit
El Aeropuerto de Sandspit (del inglés: Sandspit Airport) (IATA: YZP, OACI: CYZP) está ubicado a 1,5 MN (2,8 km; 1,7 mi) al noreste de Sandspit, Columbia Británica, Canadá.

## Aerolíneas y destinos
- Air Canada Jazz
  - Vancouver / Aeropuerto Internacional de Vancouver
- Kelowna Flightcraft Air Charter
  - Vancouver / Aeropuerto Internacional de Vancouver